# Marquesado García del Postigo
El marquesado García del Postigo (también llamado de Casa-Postigo o de Casa García del Postigo) es un título nobiliario napolitano creado por Carlos VII de las Dos Sicilias en 1736 a favor de Juan Bautista Cristóbal García del Postigo, por su participación en la conquista de esos 
Reinos.

## Titulares
|                         | Titular                                         | Periodo                 |
| Creación por Carlos VII | Creación por Carlos VII                         | Creación por Carlos VII |
| ----------------------- | ----------------------------------------------- | ----------------------- |
| I                       | Juan Bautista García del Postigo                | 1736-1743               |
| II                      | Francisco García del Postigo y del Prado        | 1743-1755               |
| III                     | Diego García del Postigo y Manrique de Lara     | 1755-¿?                 |
| IV                      | Juan García del Postigo y Manrique de Lara      | ¿?-1780                 |
| V                       | Francisca García del Postigo y Manrique de Lara | 1780-1808               |
| VI                      | Isidoro García del Postigo y Bulnes             | 1808-1833               |
| VII                     | Carlos García del Postigo y Bulnes              | 1833-1852               |
| VIII                    |                                                 |                         |
| IX                      |                                                 |                         |
| X                       | Fermín García del Postigo y Valenzuela          | ¿?-1960                 |
| XI                      | Isidoro Vázquez de Acuña y García del Postigo   | 1960-hoy                |

## Historia
- Juan Bautista García del Postigo y del Postigo (Écija, 24 de junio de 1672-Bolonia, 23 de enero de 1743), militar de larga carrera, teniente coronel en la guerra de sucesión polaca, cuando los borbones conquistaron Nápoles y Sicilia. Presente y con participación destacada en la batalla de Bitonto, además de otros combates.[1] Creado en 1736 I marqués García del Postigo. Casó en Écija el 6 de noviembre de 1695 con María del Prado y Barreda.[2] Le sucedió su hijo:

- Francisco García del Postigo y del Prado (Écija, 14 de diciembre de 1700-Cádiz, 13 de mayo de 1755), II marqués García del Postigo, cadete fundador de la Real Compañía de Guardiamarinas. Capitán de fragata de la Armada Española. Contrajo matrimonio con Beatriz Manrique de Lara y Alberro. Le sucedió su hijo:

- Diego García del Postigo y Manrique de Lara, III marqués García del Postigo.

- Juan García del Postigo y Manrique de Lara (El Puerto de Santa María, 3 de enero de 1737-Nueva Orleáns, 27 de agosto de 1780), IV marqués García del Postigo, caballero de la Orden de Carlos III, capitán de navío. Contrajo matrimonio con Rosa Taboada y Quiroga.

- Manuel Benito García del Postigo y Taboada, dueño del fundo Montelorenzo. Desaparecido durante la Guerra de Independencia de Chile. Contrajo matrimonio en San Juan de la Frontera, el 4 de agosto de 1799 con Jacoba Gómez Salinas y Chirino.

- Pedro Fermín García del Postigo Gómez (San Juan de la Frontera, 6 de julio de 1800-Doñihue, 27 de octubre de 1884). Agricultor, dueño de los fundos Montelorenzo y Monte Grande. Casado con María del Carmen de la Vega y Cuevas.

- Adeodato García del Postigo de la Vega (Coltauco, 1 de junio de 1824-1913). Agricultor, dueño de Montelorenzo, Chomedahue, El Rosal, Los Boldos, La Lajuela y El Cobre. Contrajo matrimonio con Cruz Valenzuela Merino.

- Fermín Crisólogo García del Postigo y Valenzuela (Hacienda La Palmilla de Reto, 17 de abril de 1867-Santiago, 31 de agosto de 1963), X marqués García del Postigo. Abogado y agricultor, dueño de los fundos Santa Ana de Cuenca, La Cañadilla y Montelorenzo. Casó en Ancud el 12 de agosto de 1894 con María Isabel Burr Sánchez de Trujillo. Fueron padres, entre otros, de:

- Berta García del Postigo y Burr (El Rosal, Santa Cruz, 10 de abril de 1905-Santiago, 1962), casada con Isidoro Vázquez de Acuña Vargas, y en segundas nupcias con su primo hermano Pedro Luis García del Postigo y Valenzuela. Sucedió al marquesado su hijo del primer matrimonio:

- Isidoro Vázquez de Acuña y García del Postigo (Santiago, 16 de diciembre de 1934), XI marqués García del Postigo por cesión del 8 de febrero de 1960. Historiador, genealogista y académico. Contrajo matrimonio con Anna Grundemann von Falkenberg, condesa del Sacro Imperio Romano Germánico. El heredero natural del marquesado es su hijo, Nicolás Vázquez de Acuña y Grundemann von Falkenberg.

- Francisca Antonia García del Postigo y Manrique de Lara (b. 22 de diciembre de 1747-13 de marzo de 1808), V marquesa García del Postigo. Le sucedió un pariente, bisnieto del primer marqués y descendiente de su segundogénito.

- Isidoro García del Postigo y del Prado. Jefe de escuadra. Casó con Ana Luisa del Poyo y Maya.

- Isidoro García del Postigo y del Poyo (6 de abril de 1752-7 de marzo de 1807). Brigadier de la Real Armada. Caballero de la Orden de Santiago. Contrajo matrimonio con Manuela de Bulnes y Quevedo.

- Isidoro Antonio García del Postigo y Bulnes (Concepción, 25 de marzo de 1783-Cartagena, 17 de junio de 1833), VI marqués García del Postigo. Le sucedió su hermano:

- Carlos Ambrosio García del Postigo y Bulnes (1786-1852), VII marqués García del Postigo. Casado con María Candelaria Palomeque.